# Circobotys albimarginata
Circobotys albimarginata is een vlinder uit de familie van de grasmotten (Crambidae), uit de onderfamilie van de Pyraustinae. De wetenschappelijke naam van deze soort is voor het eerst voorgesteld door Shuxia Wang in een publicatie uit 2018.
De soort komt voor in China (Guizhou).